# 虎鲨目
虎鲨目（學名：Heterodontiformes），又稱為異齒鮫目、異齒鯊目，是板鳃亞綱中的一个比较小的目，為現代鯊魚的基群。包含虎鯊科與虎鯊屬，現存共有 9 種。屬於小型鯊魚，體型最大的物種體長僅 1.65（5.5英尺），為熱帶及亞熱帶海域中的底棲物種。
虎鯊目的化石最早發現於侏儸紀早期，遠早於其他新鲨类，距今約 1.75 億年前。侏羅紀時期已知有幾個已滅絕的屬，除了Paracestracion屬以外，所有屬都僅從單獨的牙齒中得知，現代屬中已知最古老的成員出現在侏羅紀晚期。

## 分布
本目廣泛分布於熱帶及亞熱帶的太平洋和西印度洋。深度約5至275米，但通常不超過100米。

## 特性
虎鯊的形態非常獨特。口部位於眼臉的前方，口部前端有唇軟骨。牠有鼻溝，連接鼻孔至口部。鼻腔呈喇叭型，與眼眶完全分開，環鼻有皮褶。雖然腦顱有腦前溝，但卻沒有吻骨。頭蓋上有眶頂冠。虎鯊目的眼睛沒有瞬膜。牠們有一個細小的呼吸孔。第四及第五鰓弓末端在背部附接，並不像鼠鯊目般是融合成像鶴嘴鋤般。虎鯊目有兩扇背鰭及臀鰭，背鰭都有鰭棘。背鰭及臀鰭亦包含了基本的軟骨，並非只是鰭條，这些鲨魚的长度在50至150厘米之间。
虎鯊屬於底棲性鯊魚，夜行性，行動遲緩，有良好的保護色，喜棲於礁岩及沙泥交錯處。卵生，以底棲無脊椎動物，如甲殼類、貝類為食。

## 分類
虎鲨目下面只有一个虎鲨科（Heterodontidae，又名異齒鯊科、異齒鮫科），其下只有一個虎鯊屬（Heterodontus，又名異齒鯊屬、異齒鮫屬），包括现存的九个种：
- 佛氏虎鯊 Heterodontus francisci Girard, 1855：又稱為佛氏異齒鯊。
- 眶嵴虎鯊 Heterodontus galeatus Günther, 1870：又稱為眶嵴異齒鯊
- 宽纹虎鲨 Heterodontus japonicus Maclay & W. J. Macleay, 1884：又稱為日本異齒鯊、日本異齒鮫。
- 馬歇爾虎鯊 Heterodontus marshallae ：又稱馬歇爾異齒鯊。White, Mollen, O’Neill, Yang & Naylor, 2023[5]
- 墨西哥虎鯊 Heterodontus mexicanus L. R. Taylor & Castro-Aguirre, 1972：又稱為墨西哥異齒鯊。
- 阿曼虎鲨 Heterodontus omanensis Z. Heterodontus Baldwin, 2005：又稱為阿曼異齒鯊。
- 澳大利亞虎鯊 Heterodontus portusjacksoni F. A. A. Meyer, 1793：又稱傑克遜異齒鯊、傑克遜異齒鮫。
- 瓜氏虎鯊 Heterodontus quoyi Fréminville, 1840：又稱加拉巴哥異齒鯊
- 白點虎鯊 Heterodontus ramalheira J. L. B. Smith, 1949：又稱白點異齒鯊。
- 狭纹虎鲨 Heterodontus zebra J. E. Gray, 1831：又稱為斑紋異齒鯊、斑紋異齒鮫。

## 經濟利用
大型魚種，易經由食物链累積大量重金屬，會導致神經系統病變，不宜食用。
其體色多變化，性情尚溫和，亦是水族館常展示的魚種。